# 弗里斯科 (阿拉巴馬州)
弗里斯科（英語：Frisco）是一個位於美國阿拉巴馬州科菲縣的非建制地區。該地的面積和人口皆未知。

## 地理
弗里斯科的座標為31°35′44″N 86°51′56″W / 31.59555°N 86.86555°W，而該地最高點為海拔高度120米（即394英尺）。